# Distrito Histórico de Bridgham-Arch-Wilson Streets
El Distrito Histórico de Bridgham-Arch-Wilson Streets es un distrito histórico predominantemente residencial en la ciudad Providence, la capital del estado de Rhode Island (Estados Unidos). 

## Descripción y estilo
Está ubicado al suroeste del centro de Providence y se desarrolló a partir de la década de 1840 como una parte suburbana de la ciudad. Tiene aproximadamente la forma de una bota, delimitada aproximadamente por las calles Cranston, Bridgham, Elmwood y Harrison. La mayor parte de la vivienda es un reflejo arquitectónico de mediados del siglo XIX, con los estilos neogriego, italianizante y Segundo Imperio bien representados.
El desarrollo en el área se desaceleró a fines del siglo XIX y principios del XX, por lo que solo hay una cantidad modesta de propiedades de estilo Reina Ana, Stick y neocolonial. La mayoría de las casas son con estructura de armazón de madera de un piso y medio o de dos pisos y medio pisos de altura, y generalmente se ubican en lotes bastante pequeños. Hay 175 edificios principales en el distrito, de los cuales más de 150 son de importancia histórica.
El distrito se agregó al Registro Nacional de Lugares Históricos en 1988.